# Bertin Tokéné
Bertin Tokéné est un footballeur belgo-camerounais né le 10 mai 1975 à Douala au Cameroun.
Il se révèle en son pays au club de l'Unisport de Bafang, en 1998 il est d'ailleurs considéré par Claude Le Roy comme un des grands espoirs du football camerounais mais un problème de nationalité (on lui prête la nationalité tchadienne) l'empêche de participer à la Coupe du monde en 98. Il passe cinq années en Belgique au club du Royal Charleroi Sporting Club avant de prendre la direction du Grenoble Foot 38 en France. Après trois saisons pleines, Bertin Tokéné devient un élément indispensable de l'axe central défensif du club de Grenoble. C'est un différend avec l'entraîneur Thierry Goudet qui le pousse vers la sortie en 2005, il rejoint Brest une saison avant de prendre la direction de Tours. En juin 2008, à la fin de son contrat, il reprend la direction de la Belgique et s'engage avec le petit club de Heppignies Lambusart-Fleurus qui évolue en Promotion A (D4).En janvier 2014,l'envie de ballon étant toujours présente, il s'engage en 2e division provinciale Hainaut dans le petit club du EC Erpion.

## Anecdote
Bertin Tokéné prit part à un match amical en août 2003 entre le Grenoble Foot 38 et le FC Barcelone, remporté 1-0 par les Grenoblois grâce à un but de Cyrille Courtin.